# Noemi Cantele
Noemi Cantele (nascida em 17 de julho de 1981) é uma ciclista de estrada profissional italiana. Participou de três edições dos Jogos Olímpicos, em Atenas 2004, Pequim 2008 e Londres 2012.